# Eight fragments of an illusion
Eight fragments of an illusion is een studioalbum van Ulrich Schnauss (Londen) en Jonas Munk (Odense). Beide heren werkten al eerder onregelmatig samen met als laatste teken het album Passage (2017). Schnauss was toen net toegetreden tot Tangerine Dream met welke band hij opnam en optrad. Tussendoor nam hij in de periode 2017-2020 een album op met Jonas Munk. De muziek is een mengeling van ambient, Berlijnse School voor elektronische muziek, kosmische elektronische muziek, new age-muziek en Shoegaze (de heren kijken niet de hele tijd naar hun schoenen). Het leverde bijna een uur lang dromerige voortkabbelende muziek met veel herhaling op. Overigens moet studio ruim gezien worden, Perpetual motion en Polychrome kwamen tot stand in de keuken van Schnauss.

## Musici
- Ulrich Schnauss – synthesizers, elektronica
- Jonas Munk - gitaar

## Muziek
| Nr. | Titel                        | Duur  |
| --- | ---------------------------- | ----- |
| 1.  | Asteroid 2467                | 8:52  |
| 2.  | Return to Burlington         | 6:04  |
| 3.  | Solitary falling             | 4:29  |
| 4.  | Perpetual motion             | 10:51 |
| 5.  | Narkomfin                    | 5:30  |
| 6.  | Faint lights in the distance | 6:57  |
| 7.  | Along deserted streets       | 6:06  |
| 8.  | Polychrome                   | 8:49  |